# Resolució 1428 del Consell de Seguretat de les Nacions Unides
La Resolució 1428 del Consell de Seguretat de les Nacions Unides fou adoptada per unanimitat el 30 de juliol de 2002. Després de recordar anteriors resolucions sobre Israel i el Líban incloses les resolucions 426 (1978), 425 (1978), 1310 (2000), 1337 (2000), 1365 (2001) i 1391 (2002), el Consell va decidir prorrogar el mandat de la UNIFIL per un període de sis mesos fins al 31 de gener de 2003.
El Consell de Seguretat va recordar la conclusió del secretari general Kofi Annan que Israel havia retirat les seves forces del Líban a partir del 16 de juny de 2000, d'acord amb la Resolució 425. Va subratllar la naturalesa temporal de l'operació de la UNIFIL i va assenyalar que havia completat dues de les tres parts del seu mandat.
Es va demanar al Secretari General que continués implementant la reconfiguració i redistribució de la UNIFIL. Es va cridar al Govern del Líban a crear un entorn tranquil i restaurar la seva autoritat al sud del Líban a través del desplegament de les forces libaneses. Es va instar a les parts a garantir la plena llibertat de circulació de la UNIFIL i garantir la seva seguretat. Tant Israel com el Líban van ser convocats a complir els compromisos de respectar la línia de retirada identificada per les Nacions Unides i totes les violacions aèries, marítimes i terrestres de la línia van ser condemnades a més de cridar l'atenció del Consell.
La resolució recolza els esforços de la UNIFIL per supervisar les violacions de la línia de retirada i pel desminatge. Es va demanar al Secretari General que continués consultes amb el govern libanès i els països que aporten contingents sobre l'aplicació de la resolució actual. A més, el va dirigir a informar sobre les activitats de la UNIFIL, inclosa la seva possible reconfiguració a una missió d'observació, i sobre tasques realitzades per l'Organisme de les Nacions Unides per la Vigilància de la Treva (UNTSO).
Finalment, la resolució va concloure subratllant la importància d'una pau justa i duradora a l'Orient Mitjà basada en les resolucions pertinents del Consell de Seguretat, incloses les 242 (1967) i 338 (1973).